# 초콜릿 케이크

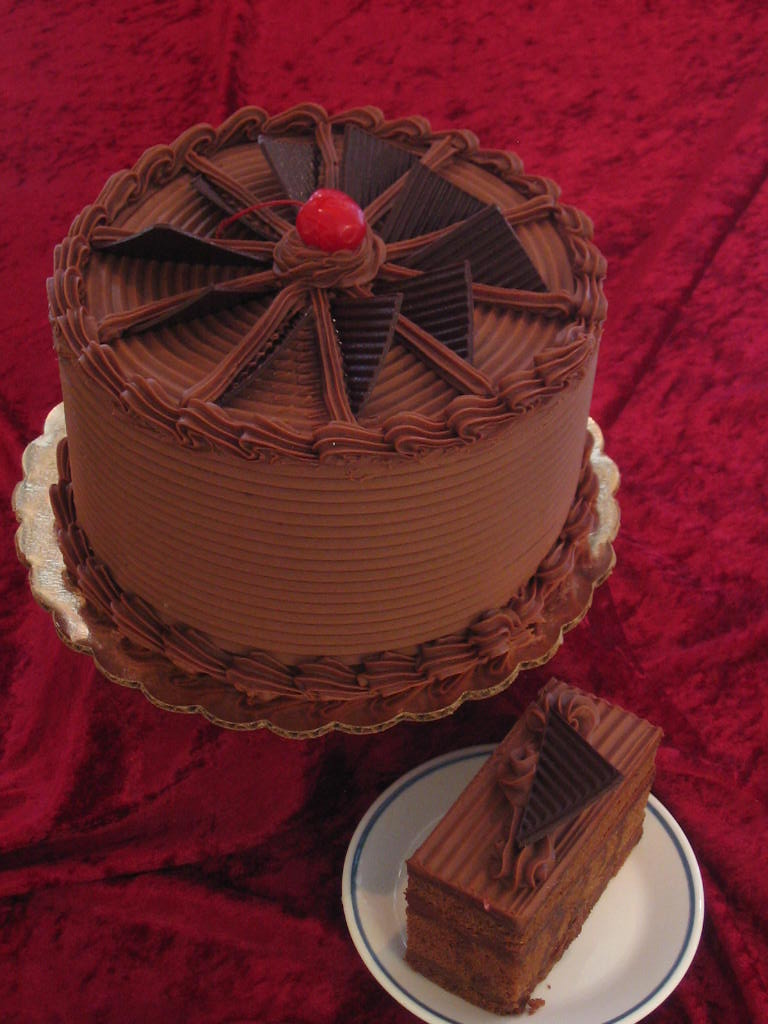
초콜릿 케이크

초콜릿 케이크(chocolate cake)는 초콜릿 성분이 함유된 케이크이다. 흔한 케이크 중 하나이며 생일이나 크리스마스 때 주로 먹는다.
재료 및 초콜릿 향료에 따라서, 수 천 가지의 초콜릿 케이크 종류가 존재한다. 초콜릿 외에 향료를 더 추가할 수도 있고, 여러 다른 종류의 초콜릿을 쓸 수도 있다. 기본적인 레서피에서, 초콜릿 케이크의 주재료로서는, 밀가루, 베이킹파우더, 베이킹 소다, 소금, 코코아 파우더, 설탕, 우유, 달걀, 쇼트닝/버터/라드(돼지 기름)/마가린/식용 기름, 물 등을 꼽을 수 있다.
초콜릿 케이크를 꾸미는 고전적인 방법 중 하나는 다음과 같다: 두 개의 9인치짜리 팬에 각각 초콜릿 케이크를 굽는다. 초콜릿 케이크 한 단을 밑에 깔고, 위에 휘핑(휩트) 크림과 체리 파이를 끼워 넣은 뒤, 다시 초콜릿 케이크 한 단을 위에 덮는다. 이렇게 만든 케이크는 검은숲 케이크라는 이름으로 알려져 있다. 이 외에도 초콜릿 케이크는 배합비나 사용하는 코코아의 제형에 따라 달라지는 결과물로 인해 다른 이름이 붙기도 한다. 데블스 푸드 케이크의 경우도 믹스가 공산품으로 대량 생산된 적이 있기 때문에 그 역시 특정 초콜릿 케이크의 한 형태를 지칭하는 명칭이다.

## 같이 보기
- 초콜릿
- 화이트 초콜릿
- 다크 초콜릿
- 밀크 초콜릿
- 초콜릿 중독